# Lirencyrtus primus
Lirencyrtus primus är en stekelart som beskrevs av John S. Noyes 1980. Lirencyrtus primus ingår i släktet Lirencyrtus och familjen sköldlussteklar. Inga underarter finns listade i Catalogue of Life.